# Прапор Кілійського району
Пра́пор Кілі́йського райо́ну — офіційний символ Кілійського району Одеської області, затверджений 22 квітня 2003 року рішенням сесії Кілійської районної ради.

## Опис
Прапор являє собою прямокутне полотнище зі співвідношенням сторін 2:3, що складається з трьох горизонтальних смуг: синьої, жовтої та синьої у співвідношенні 2:1:1. Верхня та середня розділені зубчасто, а середня та нижня — хвилясто. На верхній смузі розташовано два жовті якорі, між якими знаходиться жовтий колосок з двома листками.